# Bengt Lissegårdh
Bengt Anders Gunnar Lissegårdh, född 18 februari 1912 i Hudiksvall, död 28 juli 1979 i Stockholm, var en svensk skulptör, grafiker och tecknare.
Bengt Lissegårdh utbildade sig vid Tekniska skolan i Stockholm och vid Kungliga Konsthögskolan, och studerade också skulptur för Bror Hjorth, Eric Grate och Henry Moore. Han började med att göra små stiliserade träskulpturer, men gick från 1944 alltmer över till måleriet och grafiken, först i en dekorativ berättande stil, senare mer abstrakt expressionistiskt. Åren 1947–52 var han lärare i skulptur och teckning på Konstfack.
Bland offentlig konst av Lissegårdh märks skulpturen Ro i Stockholm (Bysistäppan/Hornsgatan) (1971) och en relief i gjutjärn för Svea livgardes samlingssal. Han är representerad i bland annat Moderna museet, Göteborgs konstmuseum, Norrköpings konstmuseum, Victoria and Albert Museum och Borås konstmuseum.

## Verk
Offentlig utsmyckning
- Rederi AB Soya, Stockholm: Portalrelief i marmor.
- Alfort & Cronholms huvudkontor: Portalrelief.
- Svea livgardes samlingssal: Relief i gjutjärn.
- Statens institut för Folkhälsan: Portalrelief i marmor
- Malmö nya Krematorium: Portalutsmyckning
- Svenska Amerika Linjens fartyg: Grafiska blad för hyttutsmyckning.
- Glas- och emaljmålningar för m/s Svea Drott.
- Emaljmålningar för trappuppgångar, hotellvestibuler, badhus, skolor.
- Bronsskulptur Hornsgatan Stockholm.
- Emaljmålning polishuset i Gävle.

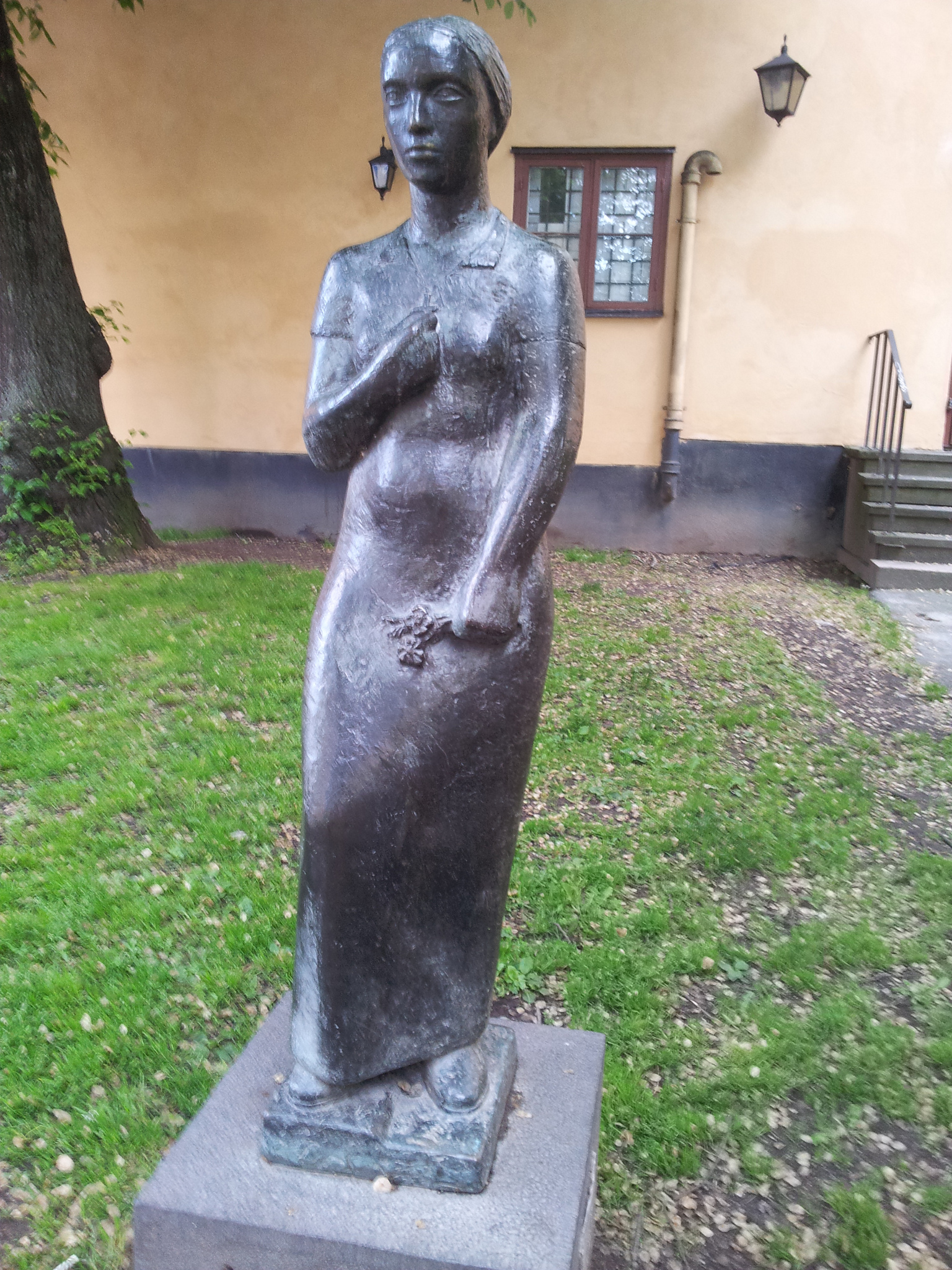
Ro, Hornsgatan, Stockholm.
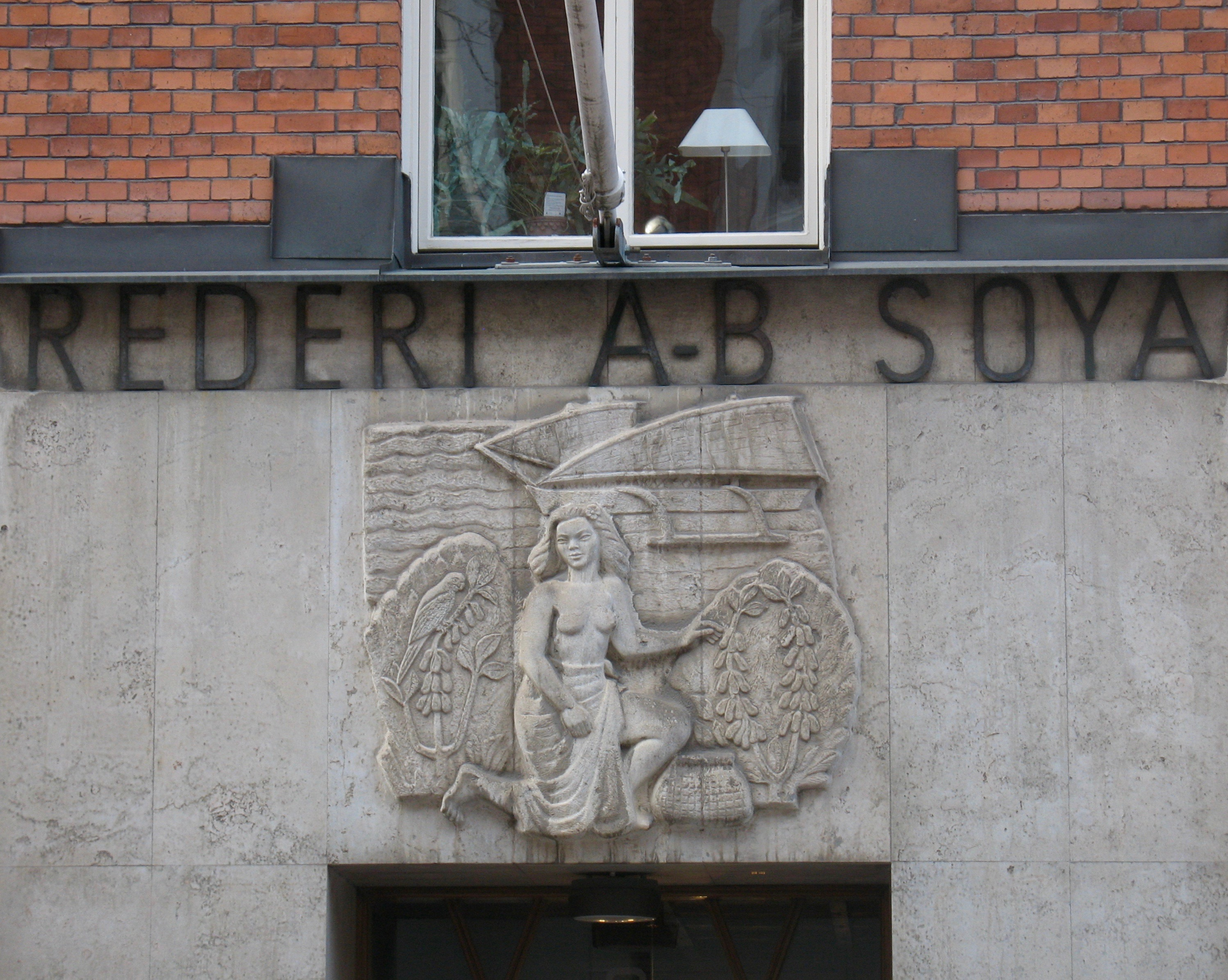
Portalrelief, gotländsk kalksten, Swedenborgsgatan, Stockholm.
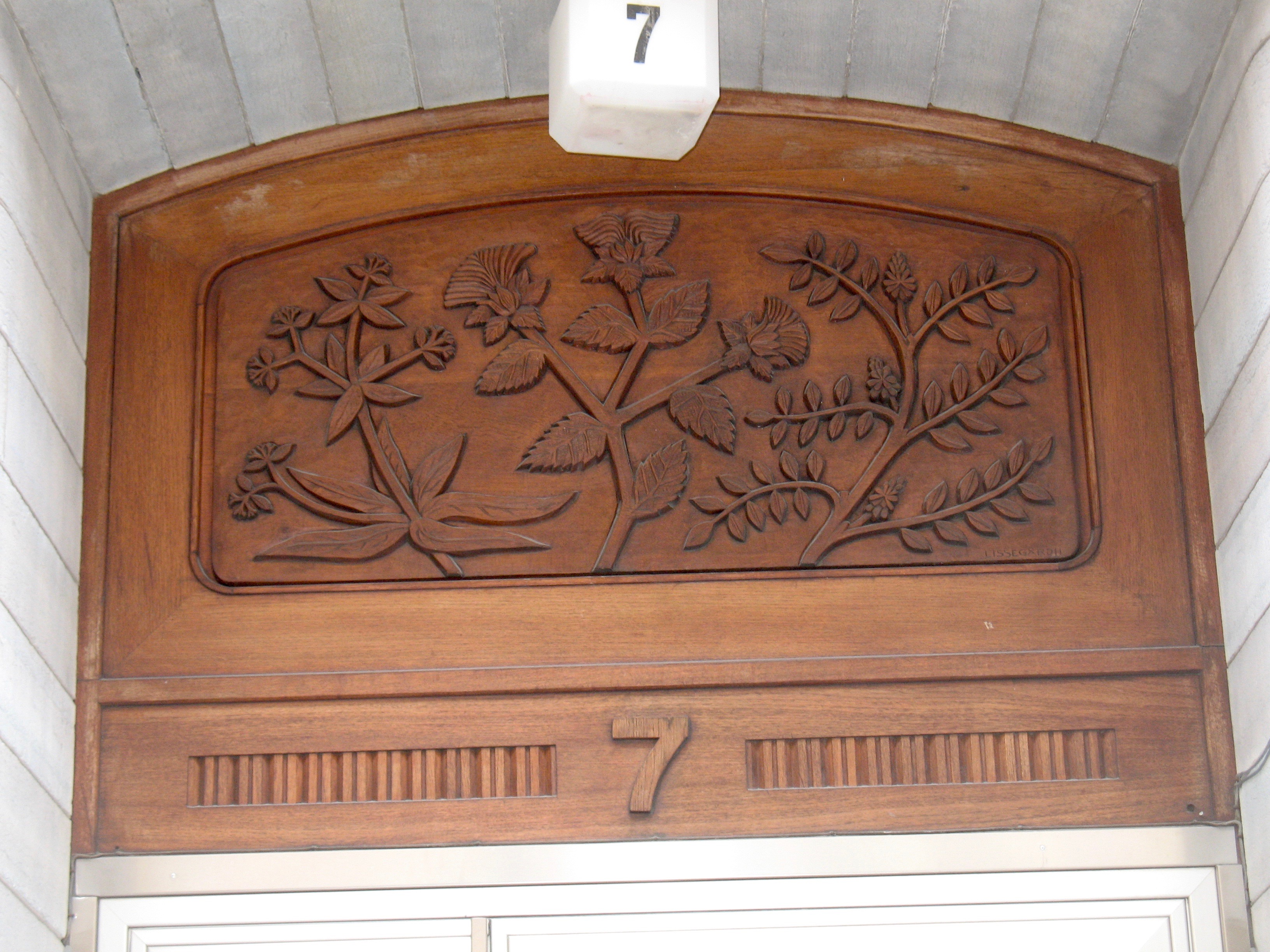
Portalrelief, trä. Alfort & Cronholms huvudkontor. Saltmätargatan 7, Stockholm.
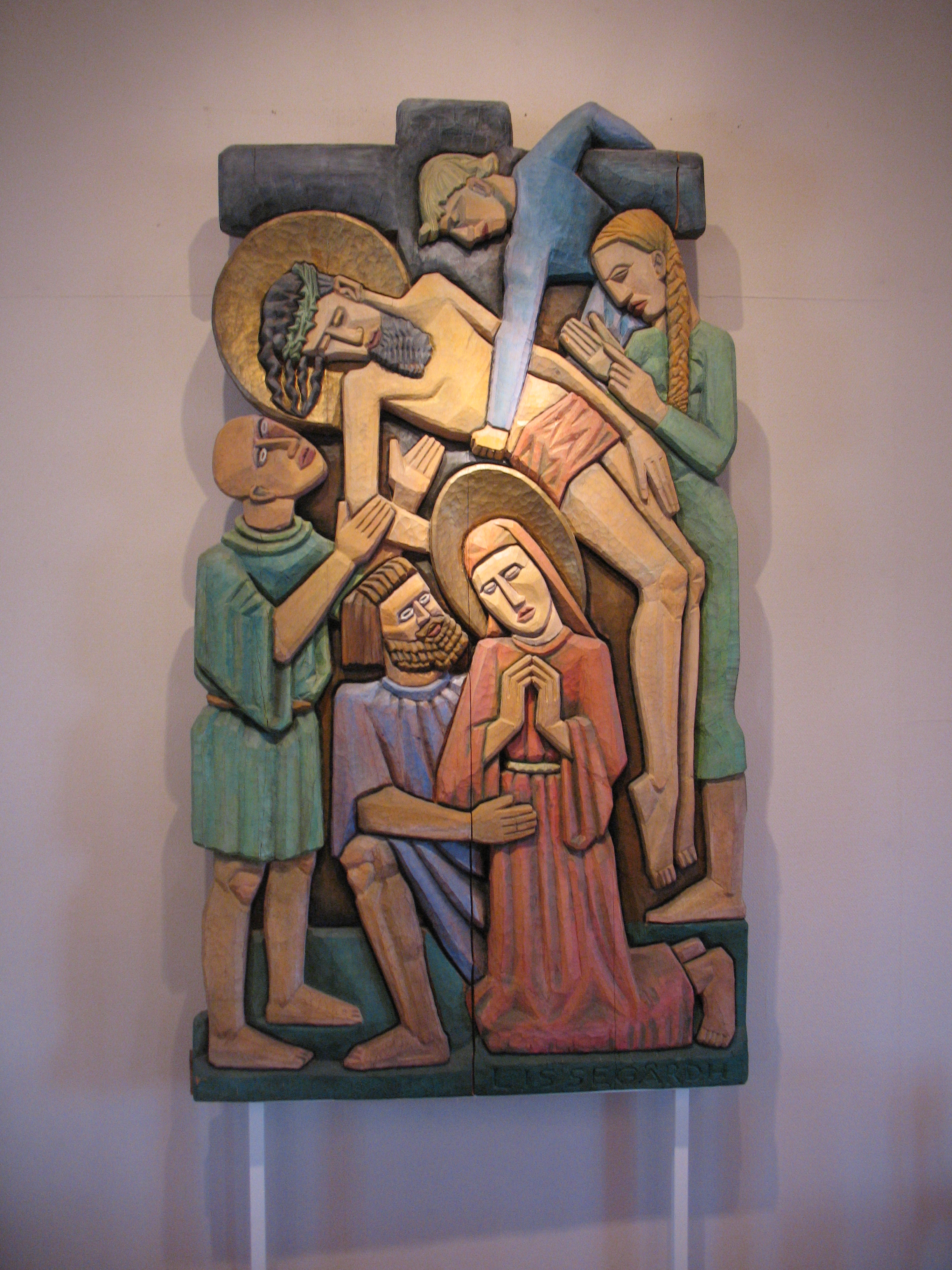
Sjölidens kapell, Fruvik, Värmdö.
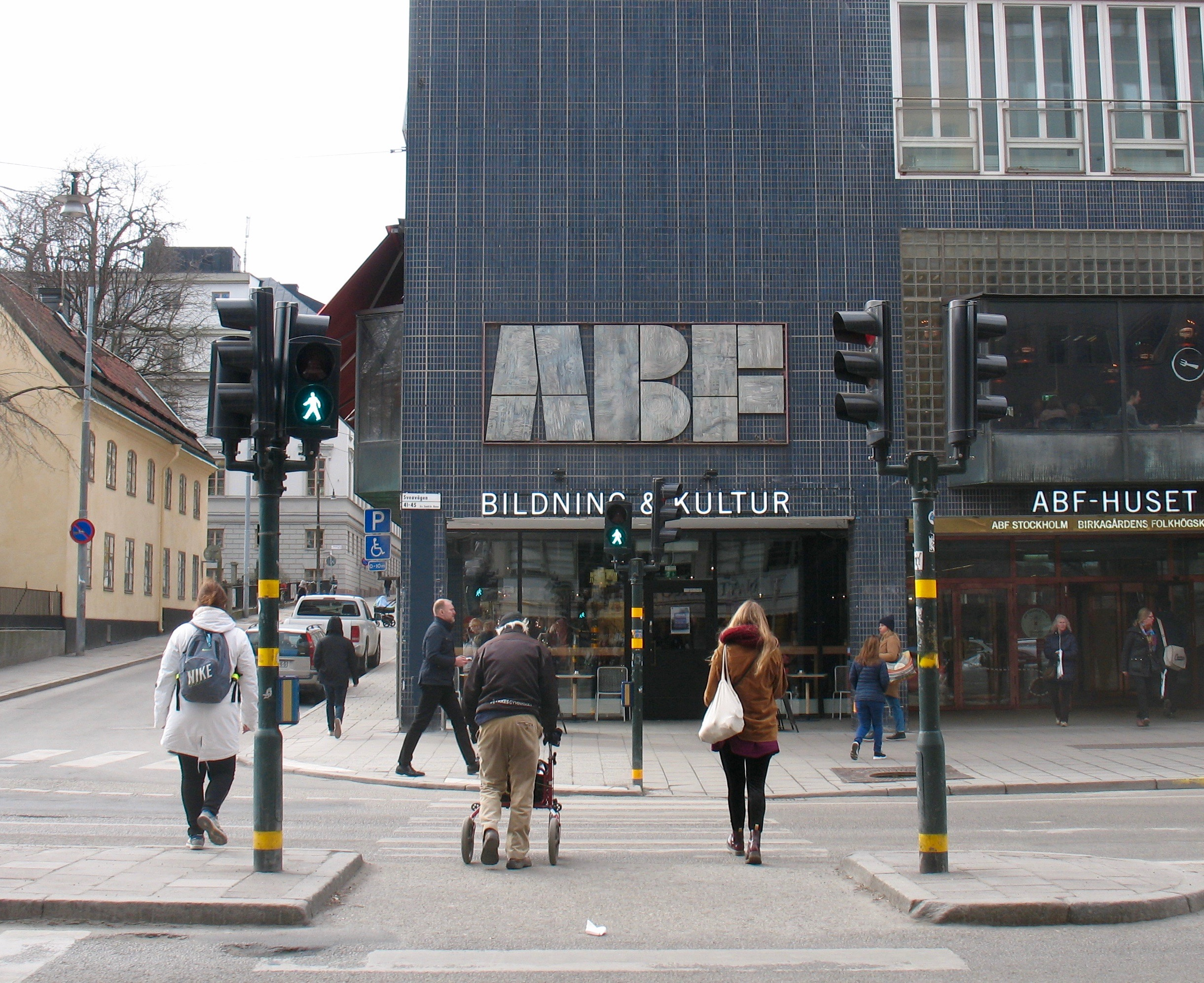
ABF-skylten emalj. Skylten är gjord på Gustavsbergs fabrik i början av sextiotalet.

Separatutställningar
Stockholm 1938, 1947, 1952, 1957, 1966, 1970, 1976. Göteborg 1953, Ludvika 1957, Norrköping 1960, 1964, Hudiksvall 1963, Uppsala 1961, London 1954, Milano 1957, Florens 1956, Västervik 1967, Halmstad 1968, Rostock 1972, Sundsvall 1973, Skellefteå 1977.
Större internationella och svenska samlingsutställningar
Nordiska Grafikunionen, Helsingfors 1951. International  Colour Woodcut Exhibition, London 1954-55. Internationale Ausstellung 1956, Rote Reiter,  Tyskland. Nordiska Konstförbundet, Göteborgs Museum 1957. New Edition Group Zwemmers Gallery, London 1958. Swedish Graphic Art, New York 1959. 1:a Triennale Internationale pour Gravures originales en Couleurs Zurich – Paris Barcelona. nordisk Grafik, Liljevalchs Konsthall och Bogotá, Colombia 1960, The international Biennale of Prints, USA 1961. Svenska Institutets Vandringsutställning, Schwedische Graphik von Heute, Tyskland 1967. 3.Biennale der OStseestaten 1969. Samtliga grafiktrienaler.
Grafik och målningar inköpta av museer och samlare
Göteborgs Konstmuseum, Norrköpings Konstmuseum, Dalarnas Museum, Borås Konstmuseum, Hälsinglands Museum, Sundsvalls Museum, Victoria and Albert Museum, London, St Georges Gallery, Londo, New York Public Library, Museum of Modern Art, New York, Cincinnati Art Museum, USA, Das Graphische Kabinette. Bremen, H.M. Konungens Samlingar, Rostock Kunsthalle och Dresdens Graphische Kabinette.